# TARP
TARP (англ. TARP protein) – білок, який кодується однойменним геном, розташованим у людей на короткому плечі 7-ї хромосоми. Довжина поліпептидного ланцюга білка становить 111 амінокислот, а молекулярна маса — 12 847.
| 10         |  | 20         |  | 30         |  | 40         |  | 50         |
| ---------- |  | ---------- |  | ---------- |  | ---------- |  | ---------- |
| MKTNDTYMKF |  | SWLTVPEKSL |  | DKEHRCIVRH |  | ENNKNGVDQE |  | IIFPPIKTDV |
| ITMDPKDNCS |  | KDANDTLLLQ |  | LTNTSAYYMY |  | LLLLLKSVVY |  | FAIITCCLLR |
| RTAFCCNGEK |  | S          |  |            |  |            |  |            |

A: Аланін

C: Цистеїн

D: Аспарагінова кислота

E: Глутамінова кислота

F: Фенілаланін

G: Гліцин

H: Гістидин

I: Ізолейцин

K: Лізин

L: Лейцин

M: Метіонін

N: Аспарагін

P: Пролін

Q: Глутамін

R: Аргінін

S: Серин

T: Треонін

V: Валін

W: Триптофан

Локалізований у мембрані.